# Byōbu Rock
Der Byōbu Rock (englisch; japanisch びょうぶ岩 Byōbu-iwa, deutsch ‚Windwandfelsen‘, norwegisch Bratthamaren ‚Steile Klippe‘) ist eine Felsformation an der Kronprinz-Olav-Küste im ostantarktischen Königin-Maud-Land. Der Felsen ragt 1,5 km östlich des Gobamme Rock auf.
Japanische Wissenschaftler, die ihn 1962 deskriptiv benannten, kartierten ihn anhand von Vermessungen und Luftaufnahmen aus den Jahren von 1957 bis 1962. Das Advisory Committee on Antarctic Names übertrug die japanische Benennung 1968 in einer Teilübersetzung ins Englische.